# De tysta husens dal
De tysta husens dal (eng. The Law and Jake Wade) är en amerikansk långfilm från 1958 i regi av John Sturges, med Robert Taylor, Richard Widmark, Patricia Owens och Robert Middleton i rollerna.

## Handling
Jake Wade (Robert Taylor) har gjort bot från sitt tidigare liv. Han har slutat sin kriminella bana och blivit sheriff i en liten stad. Men han har en sak att göra innan han kan slå sig ner och gifta sin flicka Peggy (Patricia Owens). Han står i skuld till sin forna partner Clint Hollister (Richard Widmark) och för att betala tillbaka denna fritar han Hollister från fängelset där han sitter. Men Hollister nöjer sig inte med det, han vill också ha deras sista byte som Wade grävt ner på hemlig plats.

## Rollista
| Robert Taylor    | – Jake Wade       |
| Richard Widmark  | – Clint Hollister |
| Patricia Owens   | – Peggy           |
| Robert Middleton | – Ortero          |
| Henry Silva      | – Rennie          |
| DeForest Kelley  | – Wexler          |
| Burt Douglas     | – Lieutenant      |
| Eddie Firestone  | – Burke           |

## Produktion
Filmen spelades in på plats i Sierra Nevada, Lone Pine och Death Valley.
Det här var första gången en större studio köpte in färdiggjord musik. Kompositören Bronislau Kaper hade påbörjat musiken för filmen, men p.g.a. en strejk avslutades aldrig arbetet. MGM köpte då in musiken ifrån Capitol Records musikbibliotek och använde som filmmusik.